# Marggraff
Marggraff is een juristenfamilie uit Vught die een aanzienlijk bezit aan onroerend goed en landerijen wist op te bouwen. De familie bewoonde onder andere het landgoed Zionsburg in Vught.
De Marggraffs waren in de regio Den Bosch vanaf de achttiende eeuw een prominente familie. Andreas Marggraff, die in 1747 had uitgevonden dat je uit suikerbieten suiker kon halen, zou een voorvader van de Vughtse Marggraffs zijn. Al vanaf de eerste Marggraffs in 's-Hertogenbosch was de naam verbonden aan het bezit van onroerend goed. Akten uit 1767, opgetekend door notaris Everardus van Bruggen, maakten al melding van de vele eigendommen van de koopman Ludewig Marggraff: huizen aan de Markt, Hinthamerstraat en de Colperstraat, weilanden in Deuteren, onder Empel en Nuland en bezittingen in Vught. Op de lijst van de 31 rijkste Bosschenaren in 1873 nam de protestantse kantonrechter L.W. Marggraff met 17.000 gulden een plaats in de ‘middenmoot’ in.
De familie heeft een familiewapen, bestaande uit drie klokken.
Vanaf eind 19e eeuw zijn de Marggraffs verbonden met het Vughtse landgoed Zionsburg. Jhr. Charles Pierre de Grancy, gehuwd met jonkvrouwe Wilhelmina Martini van Geffen,  bewoonde met zijn gezin vanaf 1869 Zionsburg.  Na zijn dood in 1874 wilde zijn weduwe de buitenplaats in delen verkopen. Bij de verkoping in café 'Het oude bijltje' wist Mr. J.L. Marggraff met een bod van f 51.560 het hele landgoed in eigendom te krijgen. Hij liet het oude landhuis slopen; zijn zoon Johan Willem Lodewijk (Loke) Marggraff legde op 16 augustus 1882 op 4-jarige leeftijd de eerste steen van het nieuwe Zionsburg, een door de meubelontwerper Stracké ontworpen en ingericht landhuis in neorenaissance stijl. J. C. Marggraff, de broer van J.L Marggraff, woonde in Vught op Huis Leeuwenburg en was enige tijd burgemeester.
J.L. Marggraff overleed in in 1911 op Zionsburg. Zijn zoon Loke, inmiddels 33 jaar, werd de nieuwe eigenaar. Hij trouwde met Catharina Schran. Dit echtpaar had zeven kinderen, van wie er twee op zeer jonge leeftijd overleden. Vier dochters en zoon Ewald Marggraff werden volwassen.
Na de dood van zijn vader wist Ewald Marggraff  het aanzienlijke familiebezit waaronder alle landerijen, boerderijen en huizen in eigen beheer te houden. Hij was de laatste bewoner van Zionsburg en overleed bij een brand in december 2003 die het landhuis bijna geheel verwoestte. De bezittingen zijn nu ondergebracht in de Marggraff Stichting die de terreinen beheert.